# Onthophagus rutilans
Onthophagus rutilans är en skalbaggsart som beskrevs av Sharp 1875. Onthophagus rutilans ingår i släktet Onthophagus och familjen bladhorningar. Utöver nominatformen finns också underarten O. r. aborneensis.